# Echthopoda
Echthopoda is een vliegengeslacht uit de familie van de roofvliegen (Asilidae).

## Soorten
- E. carolinensis Bromley, 1951
- E. formosa Loew, 1872
- E. pubera Loew, 1866